# نبيل كوشك
نبيل بن عبد القادر بن حمزة كوشك أكاديمي ومهندس معماري سعودي يشغل منصب الرئيس التنفيذي للشركة السعودية للاستثمار الجريء من يناير 2019. تولى قبلها لعديد من المناصب الإدراية منها: عميد كلية الأمير محمد بن سلمان للإدارة وريادة الأعمال، ومدير جامعة الباحة، وهو عضو في مجلس إدارة مؤسسة عبد العزيز آل سعود ورجاله للموهبة والإبداع (موهبة)، وعضو هيئة جائزة الملك فيصل العالمية. ولد في 4 يونيو 1970.
حازت أبحاثه على العديد من الجوائز منها: جائزة الأمير نايف للتميز البحثي عام 2006، وجائزة أفضل ورقة علمية في مؤتمر خرائط الشرق الأوسط بدبي عام 2005، وجائزة الباحث المتميز من معهد خادم الحرمين الشريفين لأبحاث الحج والعمرة عام 2004. وأسس كوشك وأدار عددًا من الشركات التقنية منها: شركة نظم التصميم والمعلومات الجغرافية، شركة المنظور الرقمي، شركة النماذج الرقمية، شركة تطوير الذكية للتطوير العقاري، شركة أنظمة إدارة المرافق، شركة تقنيات الفنون الرقمية.

## المؤهلات العلمية
حصل على درجة البكالوريوس من قسم العمارة الإسلامية بكلية الهندسة جامعة أم القرى عام 1993. فيما حصل على درجة الماجستير من كلية العمارة والتخطيط بجامعة كولورادو بالولايات المتحدة الأمريكية عام 1997. فيما حصل على درجة الدكتوراه من كلية العمارة بجامعة كارنيغي ميلون من 2002.

### التعليم التنفيذي
- برنامج تسريع ريادة الأعمال الإقليمية (2015 – 2017) من معهد ماساتشوستس للتقنية.
- برنامج تمويل المشاريع التطويرية (2014) بجامعة هارفرد.
- تعليم تنفيذي في برنامج المديرين الدوليين من إنسياد في عام 2021.
- تعليم تنفيذي في الاستثمار الجريء والملكية الخاصة من جامعة هارفارد في عام 2019.
- تعليم تنفيذي بمعهد ماساتشوستس للتقنية في برنامجة MIT” لتسريع ريادة الأعمال الإقليمية.[5]

## الخبرات العملية
- الرئيس التنفيذي للشركة السعودية للاستثمار الجريء من 9 يناير 2019م.[6]
- عميد وعضو مجلس أمناء كلية الأمير محمد بن سلمان للإدارة وريادة الأعمال من يناير 2017م إلى 11 نوفمبر 2019م.[7][8]
- رئيس جامعة الباحة من 25 فبراير 2017م إلى أكتوبر 2017م.[2][9]
- نائب رئيس مجلس إدارة شركة وادي مكة للتقنية منذ عام 2012.[10]

### ريادة الأعمال
ويتولى حالياً عدداً من المناصب التي تصب في مجال ريادة الأعمال؛ ككونه مرشد بإنديفور السعودية منذ 2016، وعضو فريق برنامج MIT  لتسريع ريادة الأعمال الإقليمية في نماء المنورة منذ 2015، وعضو بمجلس إدارة عقال جدة (شبكة المستثمرين الأفراد) منذ 2015، وعضو مشارك بجمعية طموح منذ 2014، كما عمل مرشداً للشركات الناشئة في مسرعة أعمال فلات 6 لاب جدة من 2015 – 2016، ومحكم ومرشد لمسابقة MIT العربية للشركات الناشئة من 2014 – 2016.

### جامعة أم القرى
شغل سابقاً عدة مناصب في جامعة أم القرى؛ وكيل الجامعة للأعمال والإبداع المعرفي من عام 2010 وحتى عام 2016، ومدير مركز الابتكار التقني لأنظمة المعلومات الجغرافية، والممول من مدينة الملك عبد العزيز للعلوم والتقنية من 2012 وحتى 2016، كما أسس الصندوق الوقفي لدعم التعليم والبحث والابتكار في 2012 وكان نائب رئيس اللجنة العليا به حتى 2016، وعُهِد اليه رئاسة قسم البحوث العمرانية والهندسية بمعهد خادم الحرمين الشريفين لأبحاث الحج والعمرة بجامعة أم القرى (2004 - 2006).
كما شغل أيضاً عدة مناصب منها: مستشار لرئيس مجلس الإدارة بغرفة جدة (2016 – 2017)؛ ورئيس مجلس إدارة شركة وادي مكة للاستثمار الجريء (2015 – 2017)؛ ورئيس اللجنة التنفيذية لمسرعة أعمال وادي مكة (2012 – 2017)؛ وعضو مجلس إدارة مراكز مكة المكرمة للتنمية الاقتصادية المستدامة بغرفة مكة المكرمة للتجارة والصناعة (2016 – 2017)؛ ورئيس مجلس إدارة مركز التميز البحثي في النقل وإدارة الحشود منذ 2013 وعضو مجلس إدارة مؤسسة مطوفي تركيا ومسلمي أوروبا وأمريكا وأستراليا، وذلك بقرار تعيين من وزير الحج (2008 – 2011).

### اللجان المنظمة للمؤتمرات والندوات والملتقيات
رئيس اللجنة المنظمة لملتقى الابداع وريادة الأعمال السنوي (2012 و2013 و2014 و2015).
رئيس اللجنة المنظمة لملتقى شباب الابداع وريادة الأعمال السنوي (2012 و2013 و2014 و2015).
رئيس اللجنة المنظمة لملتقى الابتكار في نظم المعلومات الجغرافية (2014 و2015).
رئيس اللجنة المنظمة لملتقى الابتكار في النقل وإدارة الحشود (2014 و2015).
رئيس اللجنة المنظمة لورشة عمل النقل وإدارة الحشود والتي نظمها مركز التميز في معهد خادم الحرمين الشريفين لأبحاث الحج والعمرة (2010).
رئيس اللجنة المنظمة لمؤتمر المدن الذكية وتطبيقات لمكة المكرمة، والذي نظمته أمانة العاصمة المقدسة ومعهد خادم الحرمين الشريفين لأبحاث الحج والعمرة وهيئة الاتصالات وتقنية المعلومات، (2009).

## العضويات
- عضو مجلس الإدارة بجمعية الاستثمار الجريء في الشرق الأوسط.
- عضو اللجنة التنفيذية والاستثمارات في صندوق التنمية الثقافي.
- عضو لجنة الاستثمار في صندوق دعم الابتكار في جامعة الملك عبد الله للعلوم والتقنية “كاوست”.
- عضو جمعية رأس المال الجريء والملكية الخاصة في السعودية.
- عضو مجلس الإدارة في جمعية طموح للقادة.[5]

## جوائز
حصل نبيل كوشك على عدة جوائز، منها:
- جائزة التميز البحثي وتطويع التقنيات الحاسوبية المتقدمة لخدمة ضيوف الرحمن، مقدمة من الأمير نايف بن عبد العزيز آل سعود وزير الداخلية آنذاك، وذلك أثناء انعقاد الملتقى العلمي السادس لأبحاث الحج (2006).[15]
- جائزة أفضل بحث في مؤتمر خرائط الشرق الأوسط الدولي المنعقد بمدينة دبي (2005).
- الجائزة الأولى للمشاركة بالمعرض المصاحب للمؤتمر الدولي بمدينة دبي لمستخدمي برامج شركة إزري بـالشرق الأوسط وأفريقيا (2004).
- جائزة الأمير بندر بن سلطان بن عبدالعزيز سفير خادم الحرمين الشريفين لدى الولايات المتحدة الأمريكية للحصول على معدل ممتاز في درجة الماجستير من جامعة كولورادو بدنفر (1997).
- شهادة تقدير من مدير الأمن العام للجهد المميز في برنامج التوعية في الحج (1994).
- الجائزة الثانية لمسابقة مشاريع التخرج بكليات العمارة والتخطيط وتصاميم البيئة على مستوى المملكة العربية السعودية، والتي نظمتها الجمعية السعودية لعلوم العمران (1993).